# Similia similibus curentur
Similia similibus curentur е латински израз, който означава „Подобното с подобно се лекува“. Изразът е епитаф от съчинението на Самюел Ханеман „Органон на лечебното изкуство“ и е основен принцип на хомеопатията.
Изразът е използван в съчиненията на Оноре дьо Балзак, Николай Огарьов, Иван Тургенев, Антон Чехов, Александър Куприн, Климент Тимирязев. Отговаря на българската и руска поговорка Клин клин избива. Съществува и противоположната латинска парафраза Similia similibus destruuntur, „Подобното с подобно се разрушава“, използвана от Александър Херцен.
Подобни изрази се срещат често у античните автори, като например Similbus enim similia gaudent, „Подобното се радва на подобно“ в „Сатурналии“ на Макробий или „Подобното се стреми към подобното“ в „Пир“ на Платон.